# Origin (canción)
«Origin» es una canción de la banda norteamericana de rock gótico, Evanescence.

## Información
Origin es una canción instrumental que fue lanzada en el álbum del mismo nombre. Empieza con efectos electrónicos, susurros (hechos por Ben Moody) y contiene la primera frase de las canciones “Understanding” (de Evanescence EP) y “Whisper” (de Sound Asleep). La canción está unida a la siguiente por la guitarra eléctrica.
   La versión demo #3 de “Haunted” contiene esta canción al principio (sin las guitarras de Origin al final) y después comienza la canción como la primera versión demo de la misma. También aparece en la versión demo #2 de “Whisper”, en la que se unieron las canciones “Origin” y “Whisper” (del álbum Origin), haciendo una sola canción.
   En el falso álbum Le Nouveau Gothique, la canción “Origin” es la primera del álbum, titulada “Intro”. La canción fue modificada con efectos de eco y el volumen de las voces extraídas de “Terror in the Haunted House” fue reducido un poco.
   Ésta es la canción (autorizada) más corta que Evanescence ha grabado hasta ahora.